# Терминология фигурного катания
Список терминов фигурного катания в алфавитном порядке. Для приёмов приведены их английские названия.
| # А Б В Г Д Е Ё Ж З И К Л М Н О П Р С Т У Ф Х Ц Ч Ш Щ Э Ю Я |

## #
- 4CC — Чемпионат четырёх континентов по фигурному катанию.
- 6.0 — см. Шестибалльная система оценок.

## A—Z
- CD — Compulsory dance. См. Обязательный танец.
- FD — Free dance. См. Произвольный танец.
- FS — Free skating. См. Произвольная программа.
- GOE — Grade of Execution. Оценка за исполнение элемента от −5 до +5. Например, у флипа отрыв не с того ребра даёт оценку от −2 до −3. Для сложных элементов высоко оценивается даже неудачное (GOE −5) исполнение, для простейших — бонус за GOE +5 может дать не меньше баллов, чем базовая оценка.
- ISU — International Skating Union. См. Международный союз конькобежцев.
- LFI, RBO и т. д. — стандартная английская запись дуг фигурного катания. Конёк (Left — левый, Right — правый), направление движения (Forward — вперёд, Backwards — назад), ребро конька (Inside — внутреннее, Outside — наружное). Существует несколько русских нотаций, но из-за запутанности ни одна из них не прижилась.[1][2]
- LP — Long programme. См. Произвольная программа.
- OD — Original dance. См. Оригинальный танец.
- PB — Personal best, личный рекорд фигуриста.
- PD — Pattern Dance. См. Обязательный танец.
- SB — Season best, личный рекорд фигуриста за сезон.
- SD — Short dance. См. Короткий танец.
- SOV — Scale of Value, базовая стоимость элемента по таблице.
- SP — Short programme. См. Короткая программа.

## А
- Аксель (axel jump) — один из шести стандартных прыжков фигурного катания; рёберный прыжок, единственный, выполняемый при движении вперёд. Назван в честь норвежского фигуриста Акселя Паульсена.
- Арабеск (arabesque) — то же, что ласточка.

## Б
- Бабочка (англ. butterfly) — 1. Невращательный прыжок, в котором туловище находится параллельно льду, а ноги совершают высокую дугу. 2. Ошибка в многооборотном прыжке, когда спортсмен не удержался в группировке; в результате он преждевременно «раскрывается» и получается одиночный прыжок.
- Бауэр, Ина Бауэр (англ. Ina Bauer) — скольжение, при котором коньки расположены параллельно: один направлен вперёд, второй назад. Назван в честь немецкой фигуристки Ины Бауэр.
- Беговой шаг — простейший шаг, применяемый для набора скорости вперёд в повороте. Существует и «задняя» версия бегового шага, применяемая не для разгона, а как декоративный шаг. Английское crossover относится к беговому шагу вперёд и подсечке назад.
- Бедуинский прыжок — то же, что бабочка.
- Бести (англ. Besti squat) — «кораблик» при поддержке партнёром с сильным прогибом в коленях. Назван по имени советской фигуристки Натальи Бестемьяновой.
- Бильман (англ. Biellmann spin) — поза фигуриста (и вращение в этой позе), когда свободная нога поднята выше головы и удерживается руками за конёк. Выполняется большинством женщин, из мужчин доступно мало кому. Названо в честь швейцарской фигуристки Денизе Бильманн.
- Борт — ограждение катка.

## В
- Валлей (Walley jump) — нестандартный рёберный прыжок в 1 оборот (крайне редко два), исполняемый «левым» фигуристом с внутреннего ребра правой ноги на внешнее ребро правой же. Назван в честь американского фигуриста Нейта Уолли.
- Вальсовая позиция (также закрытая позиция) — в парном катании расположение партнёров лицом друг к другу, один катится вперёд, другой назад.
- Вальсовая тройка (waltz three) — комбинация «(LFO) → тройка наружу (LBI) → подсечка (RBO)». Одна из простейших комбинаций шагов, подводящее упражнение к перекидному.
- Взрослые любители — фигуристы возрастом 16 лет и более, не участвующие в ледовых шоу и рейтинговых соревнованиях. Соревнования взрослых любителей делают акцент на точности исполнения и красоте скольжения, а не на сложных элементах; оборотность прыжков ограничивается. Одиночники/пары выполняют одну укороченную программу, танцоры — два танца (обязательный и произвольный).
- Винт (upright spin, scratch spin) — вращение стоя.
- Волчок (sit spin, duck spin) — вращение в позе «пистолетик».
- Выброс (throw) — в парном катании элемент, когда партнёр выталкивает партнёршу, она вращается в воздухе и самостоятельно приземляется на лёд.
- Выкрюк (counter) — разворот на одной ноге без смены ребра; заход «скобкой», а выход «тройкой».

## Г
- Гидроспираль (hydroblading) — скольжение по кругу на крутом ребре одного конька, тело практически параллельно льду, одна из рук касается льда в центре круга (выглядит примерно как «тодес в одиночку»).
- Грибник, жарг. — фигурист, получивший незаслуженно высокие баллы[3].
- Грибы, жарг. — незаслуженно высокие баллы фигуристам[3].

## Д
- Двойной прыжок (double jump) — прыжок с вращением в два оборота (2,5 для акселя).
- Джаксон или джексон (Jackson) — комбинация шагов «(LFO) → закрытый моухок (RBO) → скрёстный шаг (LBI) → открытый моухок (RFI)».
- Дорожка шагов (step sequence) — комбинация из шагов и поворотов, выполняемая в такт музыке.
- Дуга (lobe) — скольжение на ребре одного конька. В отличие от спирали — продолжительного скольжения на одном коньке в красивой позе — дуга не является самостоятельным элементом.
- Дупель (просторечное) — двойной аксель.

## Ё
- Ёлочка — то же, что основной шаг.

## Ж
- Женское одиночное фигурное катание — вид фигурного катания, в котором выступают женщины.
- Жим (также «поддержка 4 группы») — в парном катании поддержка типа «рука в руку», когда партнёр поднимает партнёршу силой.

## И
- ИСУ — то же, что Международный союз конькобежцев.

## З
- Заклон (layback spin) — элемент, приспособленный под женскую пластику; вращение с выгнутым туловищем и запрокинутой назад головой.
- Закрытая позиция — 1) Позиция, в которой свободная нога впереди по движению. В элементах открытость/закрытость определяется по позиции на выходе. 2) В парном катании — то же, что вальсовая позиция.
- Зеркальная пара — спортивная пара, у которой один из партнёров «левый», второй «правый»; они исполняют синхронные элементы в зеркальном отражении.
- Змейка (wiggle) — одно из простейших упражнений для освоения скольжения на внешнем ребре; ученик едет на двух параллельных коньках, двигая ими влево-вправо. В более сложном варианте — подводящее упражнение к перетяжке, похожему движению на одной ноге.
- Зубец — зубья на носке конька, применяемые в некоторых элементах (прыжки, зубцовые шаги, «циркуль», тодес…).
- «Зубовный скрежет» — ошибка, когда ученик, вставший на фигурные коньки, например, с хоккейных, задевает зубцом лёд.
- Зубцовые прыжки — прыжки, исполняемые со свободной ноги. Чтобы оттолкнуться, фигурист упирается зубцом свободного конька в лёд. Из стандартных — тулуп, флип, лутц.

## К
- Кантилевер (кораблик Климкина, cantilever) — разновидность «кораблика», когда таз оказывается над коньками, а тело укладывается горизонтально.
- Карасик (fish) — езда на двух коньках, поставленных один за другим в одну линию.
- Каскад (jump combination) — несколько прыжков, следующих друг за другом, без промежуточных шагов или перегруппировок.
- Кауфман — выброс акселем.
- Качающаяся либела (illusion spin, windmill spin) — вариант либелы, когда корпус и свободная нога вращаются в наклонной плоскости, качаясь взад-вперёд в такт вращению. Считается вращением в небазовой позиции.
- Квад (quad, просторечное) — четверной прыжок.
- Килиан (kilian) — 1) один из обязательных танцев; 2) позиция в парном катании, когда оба партнёра смотрят в одну сторону, дама впереди кавалера.
- Командные соревнования — соревнования, призванные определить, чья школа сильнее. Исполняются по две программы в четырёх основных дисциплинах (мужчины, женщины, пары, танцоры). Место в каждой из восьми программ переводится в очки; выигрывает та команда, у которой очков больше.
- Комбинация вращений, комбинированное вращение (combination spin) — вращение со сменой позы (стоя/сидя/либела) и опорной ноги.
- Комбинация прыжков (jump sequence) — несколько прыжков, разделённые связующими элементами (не шагами). Также в качестве исключения комбинацией считается аксель после любого стандартного, например, тулуп-аксель. Считается одним прыжковым элементом, засчитываются два лучших прыжка с коэффициентом 0,8.
- Кораблик (spread eagle) — скольжение на двух коньках, поставленных пятками друг к другу.
- Короткая программа — первая из двух дисциплин одиночного и парного (спортивного) катания; длится до 2:50 и требует выполнения определённых обязательных элементов.
- Короткий танец — первая из двух дисциплин танцевального катания; длится 2:50 и совмещает обязательную танцевальную серию с творческой интерпретацией. С сезона 2010—2011 заменил обязательный и оригинальный танцы.
- Крокодил — парное вращение, встречная либела.
- Кроссбильман — то же, что перекрёстный бильман.
- Кроссролл (crossroll) — танцевальный шаг, когда фигурист, едущий на внешнем ребре, заносит свободную ногу накрест с опорной и едет на внешнем ребре другой ноги. Заодно — упражнение на езду на внешнем ребре.
- Крутое ребро (deep edge) — о коньке, наклонённом под острым углом ко льду.
- Крюк (rocker) — разворот на одной ноге без смены ребра; вход «тройкой», а выход «скобкой».
- Кэрриган (Kerrigan) — спираль в позе «ласточки», свободная нога удерживается одноимённой рукой за колено. Приём назван в честь американской фигуристки Нэнси Кэрриган.

## Л
- Лассо (также «поддержка 5 группы») — в парном катании поддержка типа «рука в руку», когда партнёрша обводится вокруг тела партнёра. Наиболее сложная из поддержек. Названа так за сходство с действиями ковбоя, замахивающегося лассо.
- Ласточка (arabesque) — спираль, в которой туловище расположено горизонтально, а свободная нога отведена назад.
- Левый фигурист — фигурист, которому удобнее выполнять вращения против часовой стрелки, коих большинство.
- Лежачая спираль (inverted spiral) — аналог «ласточки», когда туловище расположено горизонтально спиной вниз.
- Либела (camel spin) — вращение в позе «ласточки».
- Лип (lip) — ошибка при выполнении флипа, когда конёк ненамеренно заваливается на внешнее ребро (прыжок превращается в лутц).
- Лутц (Lutz jump) — один из шести стандартных прыжков; зубцовый прыжок, исполняемый (левым фигуристом) с внешнего ребра левого конька. Назван в честь австрийского фигуриста Алоиза Лутца.

## М
- Международный союз конькобежцев — международная организация, управляющая конькобежным спортом, шорт-треком и фигурным катанием.
- Микроэлемент (редк.) — приём, не являющийся отдельным элементом. Например, шаг.
- Моухок (mohawk turn) — шаг со сменой ноги и фонта. Самый простой способ изменить фронт движения.
- Мужское одиночное фигурное катание — вид фигурного катания, котором выступают мужчины.

## Н
- Недокрут (cheat, underrotation) — ошибка при выполнении многооборотных прыжков, когда спортсмен не делает в воздухе нужное число оборотов, доворачиваясь уже после приземления. Недокрут до 90° считается нормой и не штрафуется; до 180° — даёт 70 % стоимости прыжка, больший — оценивается как прыжок ступенью меньше.
- Новая судейская система — система оценок выступлений в фигурном катании на коньках, появившаяся в 2004 году. Выступление оценивается как сумма баллов за выполнение элементов, плюс оценки за общее впечатление от программы, плюс призовые/штрафные баллы.

## О
- Обманный шаг — комбинация «(LFO) → тройка наружу (LBI) → выпад (RBO) → выпад (LBI) → подсечка (RBI) → открытый моухок (LFO)».
- Обязательные фигуры — устаревшая дисциплина фигурного катания, когда спортсмены вычерчивали коньками стандартные фигуры.
- Обязательный танец (compulsory dance, pattern dance) — устаревшая дисциплина танцевального катания. На каждый сезон ИСУ указывает три стандартных танца, из которых оргкомитет соревнования выбирает один жеребьёвкой.
- Одинарный прыжок (single jump) — прыжок с вращением в один оборот (1,5 оборота для акселя).
- Одиночное фигурное катание — разновидность фигурного катания, в которой спортсмен выступает в одиночку. Бывает мужским и женским.
- Ойлер (half loop, Euler jump) — нестандартный прыжок; однооборотный прыжок с заходом, как у риттбергера, и приземлением на маховую ногу. Применяется как промежуточный между каким-либо стандартным и сальховом/флипом. Сразу после введения новой судейской системы каскады с ойлером считались комбинациями, что привело к снижению популярности этого элемента. С 2010 года связка «прыжок-ойлер-сальхов/флип» считается каскадом, что возродило этот прыжок. В каскадах ойлер получает стоимость одинарного риттбергера.
- Опорная нога — в «одноногих» элементах та нога, на которой фигурист едет.
- Оригинальный танец — устаревшая дисциплина танцевального катания. ИСУ устанавливает ритм танца; спортсмены вольны выбирать музыку и программу.
- Основной шаг (basic stroke) — обычный шаг «ёлочкой», применяемый для движения прямо. Довольно некрасив, поэтому в фигурном катании применяется, только чтобы поставить ученика на коньки.
- Открытая позиция — 1) Позиция, в которой свободная нога позади по движению. В элементах открытость/закрытость определяется позицией на выходе. 2) В парном катании — то же, что фокстротная позиция.

## П
- Параллельное вращение — то же, что синхронное вращение.
- Параллельный прыжок — приём парного катания, когда оба партнёра одновременно совершают один и тот же прыжок.
- Парное вращение — приём парного катания, когда оба партнёра вращаются как единое целое.
- Парное фигурное катание — разновидность фигурного катания, в которой участвуют пары из мужчины и женщины.
- Перекидной (waltz jump) — простой, но красивый прыжок, аксель в половину оборота. Применяется как связующий элемент.
- Перекрёстный бильман (cross bielmann) — поза фигуриста, когда поднятая за спину свободная нога удерживается за конёк противоположной рукой.
- Перебежка: 1) Бег простейшими шагами от одного элемента к другому. 2) Простонародное название подсечки.
- Перетяжка (serpentine, edge pull) — переваливание конька на другое ребро; след получается в виде «змейки». Перетяжка позволяет набирать скорость (хоть и не так эффективно, как при подсечке или беговом шаге).
- Петля (loop) — 1) Довольно сложный манёвр, когда фигурист на одной ноге едет по самопересекающейся траектории, не меняя ни ребро, ни фронт; 2) то же, что риттбергер.
- Пистолетик (duck) — позиция в приседе на одной ноге, вторая вытянута.
- Поддержка (lift) — приём парного катания, когда партнёр поднимает партнёршу, удерживает в этом положении и ставит на лёд. Какие-либо акробатические трюки в поддержке запрещены. В спортивном катании поддержка должна быть выше плеч, в танцевальном — наоборот, поддержки выше плеч запрещены.
- Подкрутка (twist lift) — приём парного катания, когда партнёр подбрасывает партнёршу в воздух и ловит.
- Подсечка (crossover) — несложный шаг, применяемый для набора скорости назад в повороте.
- Подскок (hop) — прыжок не более чем в половину оборота.
- Полубильман (half bielmann) — спираль с удерживанием свободной ноги одноимённой рукой.
- Правило Зайяк — правило, когда тройной прыжок трижды исполнять нельзя; если дважды — хотя бы раз в каскаде или комбинации.
- Правый фигурист — фигурист, которому удобнее выполнять вращения по часовой стрелке. Таких спортсменов около 15 %.
- Произвольная программа — вторая часть соревнований в одиночном и парном (спортивном) катании; длится 4:30 у мужчин и пар, 4:00 у женщин. В отличие от короткой программы, количество исполняемых элементов только ограничено сверху.
- Произвольное катание — обычное одиночное и парное катание, в противовес обязательным фигурам, танцам, синхронному.
- Произвольный танец — последняя из двух дисциплин танцевального катания. Правила требуют от фигуристов лишь выполнить некоторый набор элементов — ритм, музыка и программа остаются на их усмотрение. Длится 4 минуты у взрослых, 3:30 у юниоров.
- Профессионал — фигурист, получающий деньги из запрещённых ИСУ источников. Не может участвовать в соревнованиях ИСУ.
- Прыжки — правила фигурного катания «прыжками» считают исключительно многооборотные прыжки: шесть стандартных (сальхов, риттбергер, аксель, тулуп, флип, лутц) и ещё несколько нестандартных (валлей, ойлер).
- Прыжковый элемент — прыжок, каскад или комбинация прыжков.

## Р
- Расстрел (shotgun spin) — вращение с выставленной вперёд свободной ногой.
- Ребро (edge) — одна из двух заострённых кромок конька. Одно ребро называют внутренним, второе — наружным.
- Рёберность — в некоторых элементах соблюдение (или несоблюдение) требования, на каком ребре конька скользить. См. также Спираль, Тодес, Флутц, Лип.
- Рёберные прыжки — прыжки с опорной ноги. Из стандартных таковыми будут аксель, риттбергер и сальхов. Несмотря на то, что современная техника предписывает исполнять их с зубца, перед «наколом» всегда есть глубокий след — дуга, совмещённая с толчком.
- Риппон — поднятые над головой во время прыжка руки. Названо в честь фигуриста Адама Риппона.
- Риттбергер (loop jump) — один из шести стандартных прыжков; рёберный прыжок, исполняемый (левым фигуристом) с внешнего ребра правого конька. Вращение достигается за счёт поворота туловищем и маха левой ногой вверх-назад. Пригоден на роль второго прыжка в каскаде. Назван в честь немецкого фигуриста Вернера Риттбергера.
- Риттбергерная тройка — комбинация «(RBO) → тройка (RFI) → закрытый моухок (LBI) → смена ноги (RBI)», подводящее упражнение к риттбергеру.

## С
- Сальто — прыжок с вращением через голову. В соревновательном катании запрещён. По-английски: somersault для переднего сальто, backflip для заднего.
- Сальхов (Salchow jump) — один из шести стандартных прыжков; рёберный прыжок, исполняемый (левым фигуристом) с внутреннего ребра левого конька. Вращение достигается за счёт маха правой ногой вперёд-вниз. Назван в честь шведского фигуриста Ульриха Сальхова.
- Свободная нога — в «одноногих» элементах та нога, которая поднята.
- Связующие элементы — элементы, соединяющие сложные трюки в цельную программу. За связующие элементы ставят отдельную оценку, иногда — за «креативный» заход на элемент могут поднять его GOE.
- Сдвои́ть прыжок — вместо тройного прыжка исполнить двойной.
- Синхронное вращение — в парном катании вращение обоих партнёров синхронно и независимо друг от друга.
- Синхронное фигурное катание — разновидность фигурного катания; на льду выступает команда из 8—20 человек.
- Скобка (bracket turn) — относительно сложный разворот на одной ноге со сменой ребра. Называется так потому, что прочерченный коньком след напоминает фигурную скобку.
- Собачка — то же, что фэн.
- Совместное вращение — то же, что парное вращение.
- Специальные фигуры — в фигурном катании конца XIX — начала XX века демонстрация того, на что конькобежец способен (он мог рисовать красивые фигуры или выполнять сложные трюки). Впоследствии преобразовались в произвольную программу.
- Спираль — продолжительная езда на одном коньке на чётко выраженном ребре, в то время как вторая нога поднята. Обязательный элемент женского и парного катания, мужчинами исполняется нечасто.
- Спортивная пара — пара в дисциплине парного катания, в противоположность танцевальной паре.
- Судейская система ИСУ — то же, что Новая судейская система.
- Судейский борт — длинный борт катка, около которого располагаются судьи. Программы (особенно парные) компонуют с учётом расположения судей, чтобы показать сильные стороны фигуриста/пары и скрыть слабые.

## Т
- Тано — одна рука, поднятая над головой во время прыжка.
- Танцы на льду (ice dancing) — одна из дисциплин фигурного катания, основанная на сложных шагах и вращениях. В танцах выступает пара из мужчины и женщины; запрещены поддержки выше плеч, прыжки и прочие «акробатические» элементы.
- Твизл (twizzle) — вращение в движении.
- Технический специалист — член судейской бригады, фиксирующий название и сложность элемента.
- Тодес (death spiral) — элемент парного катания, когда партнёр выполняет «циркуль», держа за руку партнёршу, которая описывает круги вокруг него, выгнув тело параллельно льду.
- Триксель (просторечное) — тройной аксель.
- Тройка (three turn) — разворот на одной ноге со сменой ребра. Назван так, потому что конёк рисует на льду цифру «3».
- Тройной прыжок (triple jump) — прыжок с вращением в три оборота (3,5 для акселя).
- Тулуп (toe loop jump) — один из шести стандартных прыжков; зубцовый прыжок, исполняемый (при вращении влево) с внешнего ребра правого конька. Часто применяется как второй прыжок в каскаде.

## У
- Уголок слёз и поцелуев (kiss and cry) — место, где фигурист ожидает оценки судей.
- Уровень сложности элемента — по особым критериям техническая бригада относит элемент к уровню B (базовому), 1, 2, 3 или 4 и по таблице определяется базовая оценка (SOV). Например: дорожка шагов 4 уровня должна содержать разнообразные шаги и повороты, исполняемые в разных направлениях и сочетающиеся с поворотами туловища, и быстрые смены направления вращения.

## Ф
- Фича, фишка — см. Черта.
- Флажок (Y spiral) — спираль, в которой одна нога поднята вверх в поперечный шпагат и удерживается в этом положении одноимённой рукой.
- Флип (flip jump) — один из шести стандартных прыжков; зубцовый прыжок, исполняемый (с левой ноги) с внутреннего ребра левого конька.
- Флутц (flutz) — ошибка при выполнении лутца, когда конёк ненамеренно заваливается на внутреннее ребро; прыжок превращается во флип.
- Флутцбергер — ошибка при выполнении лутца, когда фигурист переходит на внутреннее ребро и ставит второю ногу на лëд, как в риттбергере, а при отталкивании использует ребро.
- Фокстротная позиция (также открытая позиция) — в парном катании позиция, когда партнёры находятся бок о бок и скользят одним и тем же фронтом.
- Фонарики (swizzles) — одно из простейших упражнений для обучения езде назад; ученик движется, разводя ноги в стороны и сводя их.
- Фронт — направление движения (вперёд или назад).
- Фэн (fan spiral) — спираль, в которой свободная нога поднята вертикально вверх, туловище отклоняется в центр круга.

## Ц
- Цак (Walley jump) — то же, что валлей.
- Цапелька — одно из простейших упражнений на езду на одной ноге.
- Центровка — способность (или неспособность) фигуриста вращаться на одном месте, не «съезжая» в сторону.
- Циркуль (pivot) — позиция, когда спортсмен упирается в лёд зубцом одного конька, а вторым коньком описывает круги.

## Ч
- Чемпионат четырёх континентов — объединённый чемпионат Азии, Африки, Америки и Океании (всего остального мира, кроме Европы).
- Черта (feature). В некоторых элементах (вращениях, поддержках, тодесах, подкрутках) техническая бригада по формальным признакам определяет: требует ли вращение большей силы или гибкости, чем стандартный вариант? Был ли сложный заход? Чем больше таких черт техническая бригада насчитает, тем выше уровень элемента.
- Четверной прыжок (quadruple jump) — прыжок с вращением в четыре оборота (4,5 оборота для акселя).
- Чехлы: 1) Пластиковые чехлы, защищающие конёк при выходе на лёд. 2) Матерчатые/вязаные чехлы, натягиваемые на ботинок конька как дополнение к костюму, а также для утепления.
- Чистое вращение — вращение в одной позиции, без прыжка и смены ноги.
- Чистое исполнение — исполнение элемента или программы без ошибок, которые могли бы привести к вычитанию очков (недокрут, приземление на две ноги, задевание рукой льда, неуместное пользование зубцом конька, падение…).
- Чинян[4] (flying sit spin) — прыжок в волчок вперёд.
- Чоктау (choctaw turn) — шаг со сменой ноги, ребра и направления. Из-за сложности применяется преимущественно в танцах.

## Ш
- Шаг — любое движение, приводящее к смене опорной ноги, опорного ребра и/или фронта движения.
- Шарлотта (Charlotte spiral) — спираль, в которой свободная нога поднята вертикально вверх, а туловище наклонено вниз к опорной ноге. Приём назван в честь немецкой фигуристки Шарлотты Ольшлагель.
- Шассе — танцевальный шаг с отталкиванием одной ногой. Имеет три разновидности: простое (simple chasse), скрещённое (crossed chasse) и скользящее (slide chasse).
- Шезлонг — то же, что лежачая спираль.
- Шестибалльная система — система оценивания выступлений фигуристов, в которой каждый из судей выставляет оценки от 0,0 до 6,0 баллов. Применялась с 1901 до 2004 года.
- Школа — то же, что обязательные фигуры.